# 尖峰战队
《尖峰战队》（中国大陆旧译）是由忍者理论开发，Xbox游戏工作室发行在Xbox One和Microsoft Windows平台上的多人网络战斗电子游戏。
2019年6月27日，《尖峰战队》宣布将对通过其网站注册的用户进行技术阿尔法测试。游戏发行于2020年3月24日。2021年1月，忍者理论宣布停止游戏后续的更新开发。

## 游戏玩法
《尖峰战队》共有12个角色可供选择，其中大多数都可以近战攻击，一些则可以远程攻击。角色分为三类：输出、辅助及坦克。当玩家使用与角色相关的特殊能力时，会有三个不同的技能栏，每个技能的冷却时间各自独立。

## 开发
《尖峰战队》的开发来源于一个一时兴起的项目，并从忍者理论先前开发的游戏《功夫大乱斗》获得了灵感。创意总监拉尼·塔克（Rahni Tucker）表示，这款游戏出现的原因是“在家里，我玩过很多种团队游戏，从MOBA游戏到团队射击游戏。然后我就想：我们的游戏呢？我们需要一款第三人称动作竞技团队游戏，但它并不存在，并且听起来像是天方夜谭”。塔克说，他们在开发《DmC：惡魔獵人》后不久就接触了此项目，当塔克确定了游戏类型时，没有得到任何回应，但在《地狱之刃》开发途中，忍者理论与她接洽，提出了这个想法并付诸行动。《尖峰战队》起初就有一个10人的开发团队，到发行时已经扩大到了25名开发人员，这与行业领头羊Xbox游戏工作室数百名开发人员的大型团队形成了鲜明对比。首席艺术家亚伦·麦克埃利格（Aaron McElligo）表示，这款游戏首先尝试了忍者理论闻名的逼真视觉效果，但很快发现在类似游戏中难以真正实现。
《尖峰战队》在2019年E3电子娱乐展前夕泄露于众。

## 评价
| 汇总媒体   | 得分                    |
| ---------- | ----------------------- |
| Metacritic | PC: 62/100 XONE: 66/100 |

| 媒体          | 得分    |
| ------------- | ------- |
| Destructoid   | 6.5/10  |
| Game Informer | 6.75/10 |
| GameSpot      | 6/10    |
| PC Gamer美国  | 58/100  |

根据汇总媒体Metacritic显示，《尖峰战队》的评价褒贬不一。
《PC Gamer》对游戏地图和控制器布局的设计进行了批评，但赞扬了整体感觉及近战攻击和技能的外观特效。